# Colin Gibson (Fußballspieler)
Colin John Gibson (* 6. April 1960 in Bridport) ist ein ehemaliger englischer Fußballspieler. Der linke Außenverteidiger gewann früh in seiner Karriere mit Aston Villa die englische Meisterschaft. In der Hackordnung befand er sich jedoch zumeist hinter Gary Williams und 1985 nahm er bei Manchester United einen nächsten Anlauf. Dort blieb er fünf Jahre, fiel in der Gunst von Trainer Alex Ferguson aber zum Ende des Jahrzehnts hinter Lee Martin zurück. Bei Leicester City und zuletzt beim FC Walsall ließ er seine aktive Laufbahn bis 1995 auslaufen.

## Sportlicher Werdegang

### Aston Villa (1978–1985)
Nachdem er als Schüler das Fußballspielen in Portsmouth gelernt hatte, unterzeichnete Gibson 1976 im fernen Birmingham bei Aston Villa einen Ausbildungsvertrag. Zwei Jahre später folgte die Beförderung in den Profikader und gleich in seiner ersten Spielzeit 1978/79 kam er zu zwölf Ligaeinsätzen. Dabei war er bei seinem Debüt am 18. November 1978 gegen Bristol City (2:0) noch eingewechselt worden und nachdem mit Gary Williams sein späterer Konkurrent zwischenzeitlich regelmäßig auf der Linksverteidigerposition agiert hatte, übernahm Gibson dessen Rolle für die letzten elf Saisonspiele. Während er im folgenden Jahr zum Stammspieler wurde und dabei von einer schweren  – letztlich zum Karriereende führenden – Verletzung seines neuen Konkurrenten Mike Pejic „profitierte“ und er sich auch zu Beginn der Spielzeit 1980/81 gegen Eamon Deacy behaupten konnte, verlor er seine Position ab November 1980 an seinen ursprünglichen Rivalen Williams. Am Ende kamen beide auf in etwa gleich viele Einsätze (Gibson: 21, Williams: 22, dazu Deacy: 10) und hatten damit einen in etwa identischen Anteil am Gewinn der englischen Meisterschaft.
Ähnlich verlief die Saison 1981/82, als Gibson zunächst 23 Ligaspiele in Folge und dazu vier Europapokalspiele absolvierte, bevor er nach dem Trainerwechsel von Ron Saunders zu Tony Barton überhaupt nicht mehr zum Zuge kam und stattdessen Wiliams übernahm. Auch beim Endspielsieg im Europapokal der Landesmeister gegen den FC Bayern München (1:0) musste er auf der Ersatzbank Platz nehmen und durfte sich nur kurz warmlaufen, als Williams einen Schlag hatte hinnehmen müssen. Erst nach dem Jahreswechsel 1982/83 kam er wieder regelmäßig er zum Einsatz und in den beiden Supercup-Partien gegen den FC Barcelona, die mit einem Erfolg (0:1, 3:0 n. V.) endeten, stand er nach ersten 45 Minuten im Hinspiel auf der Ersatzbank die restliche Zeit auf dem Platz – Williams wich dafür im Rückspiel auf die rechte Seite aus. Ohne Williams in der Folgezeit verdrängen zu können, blieb Gibson in den nächsten gut zwei Jahren zumeist eine feste Größe in der Mannschaft und agierte gelegentlich auch im Mittelfeld. Für die Ablösesumme von 275.000 Pfund wechselte Gibson dann Ende November 1985 zum damals von Ron Atkinson trainierten Manchester United.

### Manchester United (1985–1990)
Als offensiver und schussstarker linker Außenverteidiger führte sich Gibson bei „United“ gut ein. Er übertraf dabei in den verbleibenden Partien der Saison 1984/85 mit fünf Ligatoren seine Ausbeuten in den jeweiligen Jahren zuvor. Als Alex Ferguson im November 1986 neuer Trainer in Manchester wurde, behielt Gibson zunächst seinen Stammplatz, verlor diesen aber 1988 an den acht Jahre jüngeren Lee Martin. Zwischen Mitte 1988 und Dezember 1990 absolvierte er nur noch insgesamt elf Pflichtspiele und zum Gewinn des FA Cups 1990 trug er nur marginal bei, als er im Halbfinale gegen Oldham Athletic (3:3, Wiederholungsspiel: 2:1) jeweils auflief, dabei in der zweiten Partie per Einwechslung. Nach einer kurzen Leihperiode ab Ende September 1990 beim Zweitligisten Port Vale wechselte er kurz vor Jahresfrist zum ebenfalls in der Second Division agierenden Leicester City.

### Letzte Karrierestationen (1990–1995)
Leicester befand sich zu dem Zeitpunkt im Kampf um den Klassenerhalt und das Team von Trainer David Pleat hatte speziell Probleme in der Abwehr, die in eine Vielzahl von Gegentoren mündeten. Letztlich verhalf Gibson dem Team zu ein wenig mehr Stabilität auf der linken Abwehrseite, aber ohne die Mithilfe des Konkurrenten West Bromwich Albion, der am letzten Spieltag gegen die Bristol Rovers nicht gewinnen konnte, wäre der Klub abgestiegen. So konnte mit Glück der Ligaverbleib gesichert werden und mit Brian Little unter neuer sportlicher Leitung wurde aus dem vormaligen Fast-Absteiger plötzlich ein Aufstiegsaspirant. Gibson blieb aber hinter der neuen Stammkraft Mike Whitlow nur noch die Rolle des Ergänzungsspielers und in den drei Jahren bis Sommer 1994 absolvierte er gerade einmal 41 Ligapartien. Leicester erreichte dabei jeweils das Playoff-Endspiel zum Aufstieg in die erste Liga und bei den ersten beiden Niederlagen (1992 gegen die Blackburn Rovers (0:1) und 1993 gegen Swindon Town (3:4)) fehlte er jeweils in den Formationen. Erst zum Ende der Aufstiegssaison 1993/94 fand er seinen Platz im defensiven Mittelfeld und im dritten Playoff-Finale gegen Derby County, das mit 2:1 gewonnen wurde und den ersehnten Zugang zur Premier League brachte, absolvierte er die komplette Spielzeit. In der neuen „Königsklasse“ des englischen Fußballs war er jedoch nicht mehr vertreten, da er nach dem Vertragsende in Leicester im August 1994 ablösefrei zum FC Blackpool gewechselt war.
Gibsons Aufenthalt bei den von Sam Allardyce trainierten Seasiders dauerte nicht einmal einen Monat an, bevor es ihn eine weitere Spielklasse tiefer zum FC Walsall zog. Dort traf er mit Chris Nicholl auf einen Trainer, der ihn bereits seit seinen frühen Jahren bei Aston Villa kannte. Inmitten eines sehr jungen Teams, das schließlich den Aufstieg in die dritte Liga bewerkstelligte, sorgte er für die notwendige Erfahrung. Anschließend beendete er seine Profikarriere.
Zu seinen Tätigkeiten nach der aktiven Laufbahn zählten Reportagen von Spielen seines Ex-Klubs aus Leicester im Radio für BBC Radio Leicester.

## Titel/Auszeichnungen
- Europapokal der Landesmeister (1): 1982
- Europäischer Supercup (1): 1982
- Englische Meisterschaft (1): 1981
- Charity Shield (1): 1981